# Христенко, Виктор Борисович
Ви́ктор Бори́сович Христе́нко (род. 28 августа 1957, Челябинск, РСФСР, СССР) — российский государственный деятель, президент Делового совета Евразийского экономического союза (ЕАЭС) (с мая 2016 года). Бывший заместитель председателя Правительства России, председатель коллегии Евразийской экономической комиссии. Доктор экономических наук, профессор.

## Биография

### Семья и ранние годы
Отец, Бориc Николаевич, был репрессирован, провёл в лагерях (среди них был Унжлаг) 10 лет — с 18- до 28-летнего возраста (там же побывали его мать и брат). После освобождения окончил инженерно-строительный институт, работал главным инженером на различных предприятиях, был секретарем партбюро кафедры (последняя должность — доцент Челябинского политехнического института). Автор книги воспоминаний «Повесть о пережитом», которая была положена в основу сериала «Всё началось в Харбине» (2012).
Дед по отцу Николай Григорьевич Христенко работал инженером на КВЖД и был расстрелян в 1937 году, бабушка погибла в лагере. Дед по матери занимал пост руководителя заготовительной конторы, был репрессирован за вредительство.
Мать, Людмила Никитична, была замужем за Б. Н. Христенко вторым браком, от первого брака имеет двух детей: Юрия и Надежду.
В 1974 году окончил школу № 121. Занимался борьбой самбо, был подопечным Юрия Попова.

### Карьера
В 1979 году окончил Челябинский политехнический институт по специальности «Экономика и организация строительства». Впоследствии работал в институте инженером, старшим преподавателем, доцентом кафедры экономики машиностроения, заведующим лабораторией деловых игр. В КПСС не состоял. В 1979 году пытался вступить в КПСС, но принят не был. По словам Христенко, на место было два кандидата, и у его соперника был «папа в райкоме».
В 1990—1991 годах — депутат Челябинского горсовета, председатель постоянной комиссии по концепции развития города, советник президиума Челябинского городского Совета народных депутатов, председатель Комитета по управлению имуществом, заместитель председателя Челябинского исполкома городского Совета. В 1991—1994 годах — заместитель главы областной администрации по вопросам экономики, в 1994—1996 годах — первый заместитель главы администрации Челябинской области. Возглавлял избирательный штаб В. П. Соловьева; уволился после поражения последнего на выборах. В марте 1997 года назначен полномочным представителем президента Российской Федерации в Челябинской области.
В 1995 году в Академии народного хозяйства при Правительстве РФ защитил диссертацию на соискание учёной степени кандидата экономических наук по теме «Развитие промышленного региона с учётом реформирования налогово-бюджетной системы (на примере Челябинской области)».
В июле 1997 года назначен заместителем министра финансов Российской Федерации. В апреле — сентябре 1998 года — заместитель Председателя Правительства Российской Федерации Сергея Кириенко. 27 октября 1998 года назначен первым заместителем министра финансов Российской Федерации. В мае 1999 года назначен одним из двух первых заместителей председателя правительства Российской Федерации Сергея Степашина (второй заместитель — Н. Е. Аксененко), сохранил этот пост в первом правительстве Путина.
В январе 2000 года назначен заместителем председателя правительства Российской Федерации Михаила Касьянова. С 24 февраля по 5 марта 2004 года (после отставки Касьянова и до назначения Фрадкова) временно исполнял обязанности председателя правительства Российской Федерации. Его кандидатура на утверждение в Государственную Думу президентом не вносилась.
В 2002 году в Академии народного хозяйства при Правительстве РФ защитил диссертацию на соискание учёной степени доктора экономических наук по теме «Теория и методология построения механизмов бюджетного федерализма в Российской Федерации».
В марте 2004 года назначен министром промышленности и энергетики Российской Федерации в правительстве Михаила Фрадкова; сохранил этот пост в правительстве Виктора Зубкова и во втором правительстве Владимира Путина.
С 11 января 2010 года — член правительственной комиссии по экономическому развитию и интеграции.
С 1 февраля 2012 года по 1 февраля 2016 года — председатель Коллегии Евразийской экономической комиссии.
C 12 февраля 2015 года — президент Ассоциации гольфа России. С мая 2016 года — президент Делового совета Евразийского экономического союза.

### Личная жизнь
Первый брак — с Надеждой Христенко. В браке родились Юлия (р. 1980), Владимир (р. 1981) и Ангелина (р. 1990).
Второй брак — с Татьяной Голиковой (с 2003 года).
Дочь Юлия в первом браке, с 2004 года, — за Евгением Богданчиковым, сыном президента компании «Роснефть» Сергея Богданчикова. С 2008 года замужем вторым браком за Вадимом Швецовым, генеральным директором компании «Соллерс». Сын Владимир занимается фармацевтическим бизнесом (владеет компанией «Нанолек», в 2020 году заработавшей 2,9 млрд руб. на госконтрактах), ему также принадлежит доля в сети ресторанов. Владимир Христенко получил известность своим скандальным разводом и судебной тяжбой с писательницей Евой Ланской.

### Собственность
Проживает в элитном посёлке «Остров фантазий», построенном на территории особо охраняемой природной территории парк «Москворецкий», на берегу Татаровской поймы Москвы-реки. Владеет квартирой площадью 218,6 м². В Подмосковье имеет в собственности дом с участком рядом с гольф-клубом «Пестово». Является совладельцем этого клуба и земельного участка кадастровой стоимостью 2,2 млрд рублей, который, по утверждению Христенко, работает в убыток.

## Санкции
24 февраля 2023 года, в годовщину начала российского вторжения на Украину, внесён в санкционный список США за «осуществление российских операций и агрессии в отношении Украины», а именно «как супруг Голиковой». Ранее, 23 февраля 2023 года, был включён в санкционный список Канады «элит и близких соратников режима».
1 апреля 2023 года попал в санкционный список Украины как «муж заместителя Председателя Правительства РФ Голиковой Т. А. Ближайший член семьи политического деятеля, лояльный к политике России в отношении Украины».

## Награды
- Орден «За заслуги перед Отечеством» III степени (3 октября 2007) — за большой личный вклад в проведение экономической политики государства и многолетнюю плодотворную деятельность[26].
- Орден «За заслуги перед Отечеством» IV степени (28 августа 2006) — за большой личный вклад в развитие технического и экономического сотрудничества между государствами[27].
- Орден Почёта (26 января 2012) — за большой вклад в проведение государственной политики в области промышленности и многолетнюю добросовестную работу[28].
- Великий офицер ордена «За заслуги перед Итальянской Республикой» (2009)[29].
- Орден Достык II степени (Казахстан, 2004)[30][31].
- Орден Дружбы (Вьетнам, 2001)[32].
- Почётный гражданин Челябинской области (18 мая 2023) — за заслуги в развитии предпринимательства, активное участие в создании благоприятных условий делового климата Челябинской области[33]
- Благодарность Президента Российской Федерации.
- Медаль Столыпина П. А. I степени (27 января 2012)[34].
- Почётная грамота Правительства Российской Федерации.
- Грамота Содружества Независимых Государств (1 июня 2001) — за активную работу по укреплению и развитию Содружества Независимых Государств [35].
- Медаль «За вклад в создание Евразийского экономического союза» 1 степени (8 мая 2015, Высший совет Евразийского экономического союза)[36].
- Медаль «За вклад в развитие Евразийского экономического союза» (29 мая 2019, Высший совет Евразийского экономического союза)[37].
- Медаль «10 лет Евразийскому экономическому союзу» (26 декабря 2024, Высший Евразийский экономический совет)[38].
- Орден преподобного Сергия Радонежского I степени (РПЦ, 2017)[39].
- Орден святого благоверного князя Даниила Московского I степени (РПЦ, 2010)[40].